# 屏边双蝴蝶
屏边双蝴蝶（学名：Tripterospermum pinbianense）为龙胆科双蝴属下的一个种。